# كريس مورر
كريس مورر (بالإنجليزية: Chris Maurer)‏ هو موسيقي أمريكي، ولد في 3 أغسطس 1984.

## وصلات خارجية
- كريس مورر على موقع ميوزك برينز (الإنجليزية)
- كريس مورر على موقع أول ميوزيك (الإنجليزية)
- كريس مورر على موقع ديسكوغز (الإنجليزية)